# 祝重正
祝 重正（はふり しげまさ）は、戦国時代から安土桃山時代にかけての武将。織田氏の家臣。

## 略歴
尾張国の出身。古くから織田信長に側近として仕え、奉行などに用いられた。
初見は『信長公記』巻首における天文年間後期に開かれたと思われる年不詳7月18日の津島盆踊り大会で、この時重正は芸として巧みな鷺の鳴き真似を披露している。
天正元年（1573年）9月10日、信長を鉄砲による狙撃で負傷させた杉谷善住坊の尋問を菅屋長頼と共に行なった上で、鋸挽きによる処刑を執行した。また、外交においても陸奥国の伊達氏との窓口となっており、同年10月の下旬に伊達輝宗から贈り物を受け取っている。
天正6年（1578年）6月の播磨国神吉城攻めの際には検使の大津長昌と共に派遣され、菅屋長頼・矢部家定・万見重元・長谷川秀一と番替で検分を行った。天正9年（1581年）には稲葉通明・高橋虎松らと共に所領の加増を受けている。
天正10年（1582年）に本能寺の変で信長が死亡した後には、信長の次男・信雄に仕え、尾張稲葉に550貫文を知行していた。信雄没落後に豊臣秀吉に仕えたらしく、『太閤記』では文禄2年（1593年）4月9日条にある名護屋城での能楽会で、重正が狂言を演じる姿が記されている。また文禄・慶長の役に同行した御伽衆の中にも名がある。
これが史料における最後の登場であり、没年などについては定かでない。